# Grand Prix de Saint-Souplet
Le Grand Prix de Saint-Souplet est une course cycliste disputée au mois d'août vers Saint-Souplet, dans le département du Nord. Créé en 1963, cette épreuve est organisée par le Cyclo Club Cambrai. Elle fait partie du calendrier national de la Fédération française de cyclisme depuis 2013. 

## Présentation
Le Grand Prix se déroule sur un circuit escarpé d'environ douze kilomètres à parcourir douze fois, avec comme difficultés les côtes de Miséricorde (800 mètres à 5 %), d’Escaufourt (300 mètres à 7 %) et de Saint-Souplet (500 mètres à 6 %),. 
L'édition 2011 est commune au championnat régional du Nord-Pas-de-Calais.

## Palmarès
| Année     | Vainqueur               | Deuxième           | Troisième           |
| --------- | ----------------------- | ------------------ | ------------------- |
| 1963      | Yves Lepachelet         |                    |                     |
| 1964-1971 | ?                       | ?                  | ?                   |
| 1972-1977 | non disputé             | non disputé        | non disputé         |
| 1978      | Jean-Philippe Pipart    |                    |                     |
| 1979      | Jean Delberghe          |                    |                     |
| 1980      | Alain Deloeuil          | Guy Leleu          | Patrick Delecluse   |
| 1981      | Philippe Delaurier      |                    |                     |
| 1982      | Jean-Michel Avril       | Rusty López        | Philippe Delaurier  |
| 1983      | Christian De Jonckheere |                    |                     |
| 1984      | Marc Waymel             |                    |                     |
| 1985      | Paul Kimmage            |                    |                     |
| 1986      | Didier Thueux           |                    |                     |
| 1987      | Pascal Lefebvre         |                    |                     |
| 1988      | Dominique Verdonckt     |                    |                     |
| 1989      | Stanislas Saczuk        |                    |                     |
| 1990      | Lechosław Michalak (pl) |                    |                     |
| 1991      | Rudy Lefebvre           |                    |                     |
| 1992      | Mirek Uricka            |                    |                     |
| 1993      | Laurent Wlodarski       |                    |                     |
| 1994      | Fabrice Debrabant       |                    |                     |
| 1995      | David Lefèvre           |                    |                     |
| 1996      | Franckie Monte          |                    |                     |
| 1997      | Nicolas Cocuel          | Willy Dessaint     | Stéphane Delimauges |
| 1998      | Alban Triquet           | Philippe Fayolle   | Jérôme Rifflet      |
| 1999      | Christophe Eloy         | Michel Jean        | Michael Dias        |
| 2000      | Gérald Lavalard         | Jérôme Avisse      | Bertrand Zielonka   |
| 2001      | José Jauregui           | Sébastien Nuyttens | Gérald Lavalard     |
| 2002      | Jean-Philippe Loy       | Mickaël Delattre   | Laurent Wlodarski   |
| 2003      | Stéphane Léveillé       | Gaylor Bouchart    | Mickaël Delattre    |
| 2004      | Olivier Fumery          | Fabrice Debrabant  | Franck Bisiaux      |
| 2005      | Pierre Herinne          | Eddy Bosquet       | Michel Lelièvre     |
| 2006      | François Ribeiro        | Christophe Masson  | Erwann Lolliérou    |
| 2007      | François Ribeiro        | Thomas Nosari      | Justa Volingevicius |
| 2008      | Gérald Lavalard         | Geoffrey Venel     | Alex Meenhorst      |
| 2009      | Yvan Sartis             | Alexandre Gratiot  | Clément Mas         |
| 2010      | Geoffrey Deresmes       | Camille Thominet   | Alo Jakin           |
| 2011      | Geoffrey Deresmes       | Pierre Drancourt   | Léo Fortin          |
| 2012      | Clément Penven          | Alexis Bodiot      | Maxime Pinel        |
| 2013      | Benoît Daeninck         | Walt De Winter     | Romain Devos        |
| 2014      | Yoann Moreau            | Émilien Clère      | Alexis Bodiot       |
| 2015      | Rudy Barbier            | Nicolas Garbet     | Benoît Daeninck     |
| 2016      | Benoît Daeninck         | Florian Deriaux    | Jordan Levasseur    |
| 2017      | Melvin Rullière         | Kévin Lalouette    | Nicolas Moncomble   |
| 2018      | Nicolas Garbet          | Sébastien Havot    | Flavien Dassonville |
| 2019      | Vincent Pastot          | Sébastien Havot    | Jean-Lou Watrelot   |
| 2020,     | Ruben Apers             | Arne Marit         | Kévin Le Cunff      |
| 2021      | Arnaud De Lie           | Samuel Leroux      | Jérémy Roma         |
| 2022      | Fabio Do Rego           | Kévin Avoine       | Ramses Debruyne     |
| 2023      | Alexis Caresmel         | Sébastien Havot    | Guillaume Dauschy   |
| 2024      | Justin Ducret           | Clément Petit      | William Daumont     |
| 2025      | Marius Macé             | Simon Baran        | Mathis Pichon       |